# The Immaculate Collection
Albums de Madonna
I'm Breathless
(1990) Erotica
(1992)
Singles
1. Justify My Love
Sortie : 6 novembre 1990
2. Rescue Me
Sortie : 1991

The Immaculate Collection est la première compilation de Madonna, sortie en 1990. Cette compilation, gigantesque succès commercial, avec 8 millions de ventes aux États-Unis l'année de sa sortie, est devenue le disque le plus vendu de l'histoire de Madonna, avec environ 35 millions de copies vendues à travers le monde.
On trouve sur cette compilation deux titres inédits, Justify My Love (co-réalisée par Lenny Kravitz) dont la vidéo sulfureuse de Jean-Baptiste Mondino sera censurée puis vendue en VHS, et Rescue Me (co-réalisée par Shep Pettibone, futur collaborateur sur l'album Erotica). Le best of contient également une version raccourcie de Crazy for you, une chanson de 1985 extraite du film Vision Quest.

## Liste des titres
| 1.    | Holiday           | Curtis Hudson, Lisa Stevens           | John « Jellybean » Benitez        | 4:04 |
| 2.    | Lucky Star        | Madonna                               | Reggie Lucas                      | 3:36 |
| 3.    | Borderline        | Lucas                                 | Lucas                             | 3:39 |
| 4.    | Like a Virgin     | Billy Steinberg, Tom Kelly            | Nile Rodgers                      | 3:11 |
| 5.    | Material Girl     | Peter Brown, Robert Rans              | Rodgers                           | 3:54 |
| 6.    | Crazy for You     | John Bettis, Jon Lind                 | Benitez                           | 3:44 |
| 7.    | Into the Groove   | Madonna, Stephen Bray                 | Madonna, Bray, Shep Pettibone     | 4:08 |
| 8.    | Live to Tell      | Madonna, Patrick Leonard              | Madonna, Leonard                  | 5:16 |
| 9.    | Papa Don't Preach | Brian Elliot, Madonna                 | Madonna, Bray                     | 4:09 |
| 10.   | Open Your Heart   | Madonna, Gardner Cole, Peter Rafelson | Madonna, Leonard                  | 3:49 |
| 11.   | La Isla Bonita    | Madonna, Leonard, Bruce Gaitsch       | Madonna, Leonard                  | 3:48 |
| 12.   | Like a Prayer     | Madonna, Leonard                      | Madonna, Leonard, Pettibone       | 5:49 |
| 13.   | Express Yourself  | Madonna, Bray                         | Madonna, Bray, Pettibone          | 4:02 |
| 14.   | Cherish           | Madonna, Leonard                      | Madonna, Leonard                  | 3:52 |
| 15.   | Vogue             | Madonna, Pettibone                    | Madonna, Pettibone, Craig Kotisch | 5:17 |
| 16.   | Justify My Love   | Lenny Kravitz, Ingrid Chavez, Madonna | Kravitz, André Betts              | 5:00 |
| 17.   | Rescue Me         | Madonna, Pettibone                    | Madonna, Pettibone                | 5:31 |
| 73:34 |                   |                                       |                                   |      |

Notes
1. 1 2 3  producteur additionnel
2. 1 2  paroles additionnelles par
3. ↑  producteur délégué
4. ↑  producteur associé

- Toutes les pistes ont été remixées à l'aide de la technologie QSound, à l'exception de Justify My Love et Rescue Me.
- Ingrid Chavez a attaqué Lenny Kravitz en justice en juillet 1991 car elle avait déclaré qu'elle avait co-écrit Justify My Love, sans recevoir de crédit. L'affaire fut réglée à l'amiable l'année suivante[1].

## Singles
- Justify My Love
- Rescue Me

## Classements
| Pays                       | Meilleure position |
| -------------------------- | ------------------ |
| Australie                  | 1                  |
| Autriche                   | 6                  |
| Canada                     | 1                  |
| France                     | 4                  |
| Allemagne                  | 10                 |
| Irlande                    | 1                  |
| Italie                     | 2                  |
| Japon                      | 5                  |
| Mexique                    | 1                  |
| Norvège                    | 14                 |
| Portugal                   | 2                  |
| Espagne                    | 5                  |
| Suisse                     | 3                  |
| Royaume-Uni                | 1                  |
| États-Unis (Billboard 200) | 2                  |

## Certifications
| Pays              | Certification | Unités certifiées |
| ----------------- | ------------- | ----------------- |
| États-Unis (RIAA) | 11 × Platine  | 11 000 000        |
| France (SNEP)     | Diamant       | 1 000 000         |

## Ventes
Estimations globales aujourd'hui : 35 000 000 (c'est le disque le plus vendu de Madonna, le deuxième est son album True Blue avec 25 000 000 de copies vendues)
Estimations , l'année de sa  sortie : 20 000 000
- États-Unis : 11 000 000
- Canada : 800 000
- Mexique : 850 000
- Brésil : 500 000
- Australie : 880 000
- Nouvelle-Zélande : 105 000
- Japon : 1 050 000
- Singapour : 180 000
- Afrique du Sud : 50 000
- Europe : 7 047 500
  -  France : 1 140 000
  -  Allemagne : 750 000
  -  Royaume-Uni : 3 700 000
  -  Italie : 550 000
  -  Espagne : 350 000
  -  Pays-Bas : 240 000
  -  Suisse : 50 000
  -  Finlande : 92 500
  -  Pologne : 275 000
  -  Belgique : 150 000
  -  Autriche : 50 000
  -  Suède : 50 000